# Nikolaj Severtsov
Nikolaj Aleksejevitj Severtsov (ryska: Николай Алексеевич Северцов), född 5 november (gamla stilen: 24 oktober) 1827 i guvernementet Voronezj, död 7 februari (gamla stilen: 26 januari) 1885 genom drunkning i en biflod till Don, var en rysk zoolog och forskningsresande.
Severtsov företog 1857-58 en expedition till Aralokaspiska låglandet, deltog 1865 i general Michail Tjernjajevs tåg till Tasjkent, undersökte 1867-68 Tianshanbergen till Syr-Darjas källor, var 1874 deltagare i den stora Amu-Darja-expeditionen och ledde 1877-78 en expedition till Pamir. Resor i Turkestan (två band, Sankt Petersburg, 1873) är delvis översatta i "Ergänzungshefte" 42 och 43 av August Petermanns "Mitteilungen".